# The Orderly
The Orderly é um filme de comédia mudo produzido nos Estados Unidos e lançado em 1918.